# Quiruelas de Vidriales
Quiruelas de Vidriales è un comune spagnolo di 943 abitanti situato nella comunità autonoma di Castiglia e León.